# Лициния (съпруга на Гай Марий Младши)
Вижте пояснителната страница за други личности с името Лициния.
Лициния (на латински: Licinia L. f. L. n.) е знатна римлянка от 2 и 1 век пр.н.е.

## Биография
Произлиза от фамилията Лицинии. Малката дъщеря е на оратора и консула от 95 пр.н.е. Луций Лициний Крас и Муция, дъщеря на Квинт Муций Сцевола (авгур) и Лелия Младша, дъщеря на Гай Лелий (консул 140 пр.н.е.). Сестра е на Лициния, която се омъжва за Публий Корнелий Сципион Назика (претор).
Двете сестри, според Цицерон, имат голям ораторски талант, наследен от баща им и дядовците им по майчина линия Квинт Муций Сцевола и Гай Лелий. Според някои източници, тя е сестра вероятно и на Лициния Краса Стара, съпруга на Публий Корнелий Сципион Назика Серапион (консул 111 пр.н.е.) и Лициния Краса Млада, съпруга на Квинт Цецилий Метел Пий (консул 80 пр.н.е.).
Лициния е според Плутарх и Цицерон съпруга на Гай Марий Младши, осиновеният единствен син на Гай Марий. Съпругът ѝ е убит като консул през 82 пр.н.е. по време на боевете със Сула. По-късно един лъжец, така нареченият „Фалшив Марий“ (с истинското име Амаций или Херофил), твърди, че е син на Лициния и Гай Марий Младши. Той е удушен през средата на април 44 пр.н.е. по заповед на триумвир Марк Антоний.